# 니시세이와역
니시세이와역(일본어: 西聖和駅)은 일본 홋카이도 아사히카와시에 위치한 홋카이도 여객철도 후라노 선의 철도역이다. 역 번호는 F34이며, 단선 승강장 1면 1선의 구조를 갖춘 지상역이다.

## 역 주변
- 국도 제237호선 · 국도 제452호선
- 아사히카와 공항

## 역사
- 1958년 3월 25일 : 일본국유철도의 역으로서 개업. 여객 취급만.
- 1987년 4월 1일 : 일본국유철도 분할 민영화에 의해, 홋카이도 여객철도가 승계.

## 인접 역
| 홋카이도 여객철도           | 홋카이도 여객철도 | 홋카이도 여객철도               |
| --------------------------- | ----------------- | ------------------------------- |
| F 35 지요가오카 후라노 방면 | 후라노 선         | 니시카구라 F 33 아사히카와 방면 |